# Alisa Marić
Alisa Marić, cyr. Алиса Марић (ur. 10 stycznia 1970 w Nowym Jorku) – serbska ekonomistka, nauczyciel akademicki i szachistka, arcymistrzyni od 1988, w latach 2012–2013 minister młodzieży i sportu.

## Życiorys

### Kariera szachowa

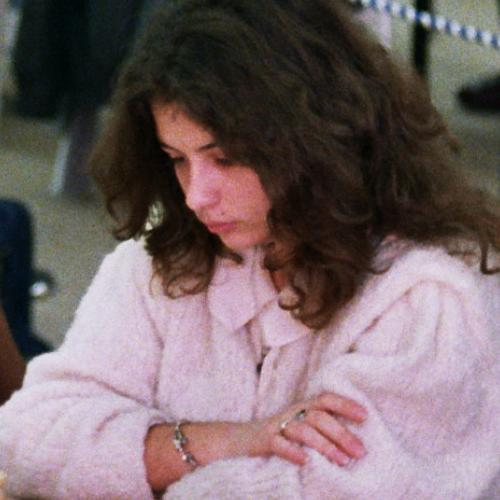
Alisa Marić w Salonikach (1988)

Urodziła się w Stanach Zjednoczonych w okresie, gdy jej ojciec pracował w ONZ. Znaczące szachowe sukcesy zaczęła odnosić już w wieku nastoletnim. Mając 12 lat, zdobyła tytuł mistrzyni Belgradu, w wieku lat 15 w Dobrnej zajęła drugie miejsce w mistrzostwach świata juniorek do lat 20, rok później triumfowała w indywidualnych mistrzostwach Jugosławii. Mając 18 lat, otrzymała tytuł arcymistrzyni. Od końca lat 80. przez kilkanaście lat należała do ścisłej światowej czołówki, czterokrotnie uczestnicząc w turniejach pretendentek. Najlepszy wynik w karierze osiągnęła w 1990 w Bordżomi, gdzie podzieliła pierwsze miejsce wraz z Xie Jun (w dogrywce o awans do meczu o mistrzostwo świata z Maią Cziburdanidze przegrała 2½–4½). Wynik ten odpowiadał wówczas trzeciej pozycji na świecie. W pozostałych trzech turniejach również notowała bardzo dobre wyniki: Szanghaj 1992 – czwarte miejsce, Tilburg 1994 – piąte miejsce i Groningen 1997 – szóste miejsce. Po zmianie systemu wyłaniania mistrzyni świata dwukrotnie uczestniczyła w turniejach rozgrywanych systemem pucharowym, w 2000 awansując do półfinału (w którym uległa Qin Kanying, po raz drugi zatem w swojej karierze została sklasyfikowana na trzecim miejscu na świecie), a w 2001 – do III rundy (w której wyeliminowana została przez Zhu Chen).
Wielokrotna reprezentantka Jugosławii, Serbii i Czarnogóry oraz Serbii w rozgrywkach drużynowych, m.in.:
- dziesięciokrotnie na olimpiadach szachowych (w latach 1986, 1988, 1990, 1994, 1996, 1998, 2000, 2004, 2006, 2008); dwukrotna medalistka: brązowa wspólnie z drużyną (1988) oraz brązowa indywidualnie (1998 – na pierwszej szachownicy)[8];
- pięciokrotnie na drużynowych mistrzostwach Europy (w latach 1999, 2001, 2003, 2005, 2009); medalistka: srebrna wspólnie z drużyną (1999)[9].

Najwyższy ranking w karierze osiągnęła 1 lipca 1999, z wynikiem 2489 punktów zajmowała wówczas 10. miejsce na światowej liście FIDE.
Była zawodniczką klubu szachowego ŠK Rad Belgrad.

### Działalność zawodowa
Ukończyła studia ekonomiczne na Uniwersytecie w Belgradzie, gdzie również obroniła doktorat. Została wykładowczynią Uniwersytetu Megatrend. W latach 2012–2013 w rządzie Ivicy Dačicia z rekomendacji Serbskiej Partii Postępowej sprawowała urząd ministra młodzieży i sportu.

## Życie rodzinne
Wraz z młodszą o 21 minut siostrą Mirjaną Marić stworzyły jedyną na świecie parę bliźniąt z tytułem arcymistrzowskim.
Mężem Alisy Marić został Josip Asik, redaktor szachowy, współpracownik redakcji pisma „Šahovski Informator” (znanego pod angielską nazwą „Chess Informant”). W 2011 została matką bliźniąt: córki i syna.